# Suéter

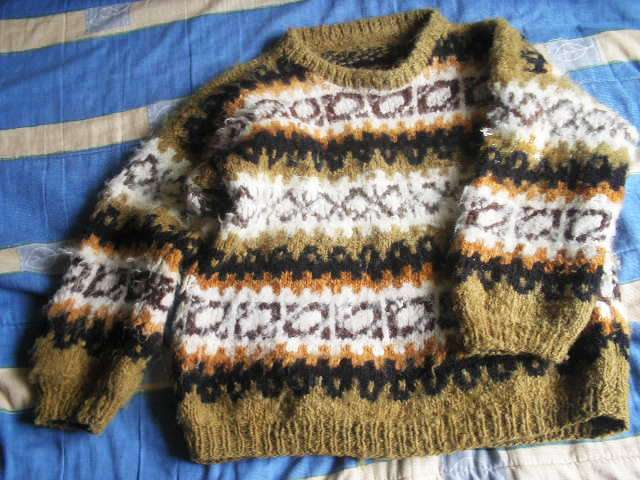
Um suéter feito de lã

Suéter ou camisola é uma peça de roupa fechada destinada a cobrir o torso e os braços. Tende a ser feita de malha de lã, embora sejam encontrados modelos de algodão, fibras sintéticas ou fabricados a partir da combinação de diversas matérias-primas.
Um suéter sem mangas é chamado de pulôver que é colocado sob uma camisa. 